# Peter Hoeltzenbein
Peter Hoeltzenbein, född den 7 april 1971 i Münster i Tyskland, är en tysk roddare.
Han tog OS-silver i tvåa utan styrman i samband med de olympiska roddtävlingarna 1992 i Barcelona.